# Tapinoma kinburni
Tapinoma kinburni är en myrart som beskrevs av Vladimir Aphanasjevich Karavaiev 1937. Tapinoma kinburni ingår i släktet Tapinoma och familjen myror. Inga underarter finns listade i Catalogue of Life.